# Élections législatives de 2024 dans le Haut-Rhin
Les élections législatives françaises de 2024 dans le Haut-Rhin se déroulent les 30 juin et 7 juillet 2024. Dans le département, six députés sont à élire dans le cadre de six circonscriptions, à la suite de la dissolution de l'Assemblée nationale par Emmanuel Macron.
Le choix de cette dissolution est pris après la défaite de la liste Renaissance aux élections européennes qui ont eu lieu le 9 juin 2024.

## Contexte
| Circonscription | RN      | ENS     | PS - PP | LFI     | LR     |
| --------------- | ------- | ------- | ------- | ------- | ------ |
| Circonscription |         |         |         |         |        |
| 1re             | 35,13 % | 15,88 % | 10,63 % | 6,97 %  | 8,04 % |
| 2e              | 33,91 % | 17,17 % | 11,18 % | 4,64 %  | 7,91 % |
| 3e              | 37,26 % | 16,44 % | 8,09 %  | 5,59 %  | 8,13 % |
| 4e              | 42,22 % | 13,00 % | 9,56 %  | 5,68 %  | 6,91 % |
| 5e              | 27,69 % | 16,36 % | 12,89 % | 12,30 % | 7,45 % |
| 6e              | 37,13 % | 13,49 % | 9,24 %  | 12,26 % | 6,15 % |

## Système électoral
Les élections législatives ont lieu au scrutin uninominal majoritaire à deux tours dans des circonscriptions uninominales.
Est élu au premier tour le candidat qui réunit la majorité absolue des suffrages exprimés et un nombre de voix au moins égal au quart des électeurs inscrits dans la circonscription, soit 25 %. Si aucun des candidats ne satisfait ces conditions, un second tour est organisé entre les candidats ayant réuni un nombre de voix au moins égal à un huitième des inscrits, soit 12,5 %. Les deux candidats arrivés en tête du 1er tour se maintiennent néanmoins par défaut si un seul ou aucun d'entre eux n'a atteint ce seuil. Au second tour, le candidat arrivé en tête est déclaré élu,.
Le seuil de qualification basé sur un pourcentage du total des inscrits et non des suffrages exprimés rend plus difficile l'accès au second tour lorsque l'abstention est élevée. Le système permet en revanche l'accès au second tour de plus de deux candidats si plusieurs d'entre eux franchissent le seuil de 12,5 % des inscrits. Les candidats en lice au second tour peuvent ainsi être trois, un cas de figure appelé « triangulaire ». Les second tours où s'affrontent quatre candidats, appelés « quadrangulaire » sont également possibles, mais beaucoup plus rares,.

### Partis et nuances
Les résultats des élections sont publiés en France par le ministère de l'Intérieur, qui classe les partis en leur attribuant des nuances politiques. Ces dernières sont décidées par les préfets, qui les attribuent indifféremment de l'étiquette politique déclarée par les candidats, qui peut être celle d'un parti ou une candidature sans étiquette.
Seuls le Parti communiste français (COM), La France insoumise (FI), le Parti socialiste (SOC), le Parti radical de gauche (RDG), Les Écologistes (VEC), Renaissance (RE), le Mouvement démocrate (MDM), Horizons (HOR), l'Union des démocrates et indépendants (UDI), Les Républicains (LR), le Rassemblement national (RN) et Reconquête (REC) se voient attribuer en 2024 des nuances propres. Les coalitions Ensemble et Nouveau front populaire, ainsi que les candidats de l'alliance LR-Ciotti-RN, en bénéficient également indirectement, les nuances Ensemble ! (Majorité présidentielle) (ENS), Union de la gauche (UG) et Union de l'extrême-droite (UXD) étant attribuables aux candidats bénéficiant respectivement du soutien de deux partis du centre, de deux partis de gauche ou de deux partis d'extrême-droite,.
Tous les autres partis se voient attribuer l'une ou l'autre des nuances suivantes : EXG (extrême gauche), DVG (divers gauche), ECO (écologiste), REG (régionaliste), DVC (divers centre), DVD (divers droite), DSV (droite souverainiste) et EXD (extrême droite). Des partis comme Debout la France ou Lutte ouvrière ne disposent ainsi pas de nuances propres, et leurs résultats nationaux ne sont pas publiés séparément par le ministère, car mélangés avec d'autres partis (respectivement dans les nuances DSV et EXG).

## Élus
| Circonscription | Député sortant         | Parti | Parti     | Groupe  | Député élu ou réélu    | Parti | Parti     | Groupe   |
| --------------- | ---------------------- | ----- | --------- | ------- | ---------------------- | ----- | --------- | -------- |
| 1re             | Brigitte Klinkert      |       | RE        | RE      | Brigitte Klinkert      |       | RE        | EPR      |
| 2e              | Hubert Ott             |       | MoDem     | DEM     | Hubert Ott             |       | MoDem     | DEM      |
| 3e              | Didier Lemaire         |       | HOR       | HOR     | Didier Lemaire         |       | HOR       | HOR      |
| 4e              | Raphaël Schellenberger |       | LR        | LR      | Raphaël Schellenberger |       | LR        | NI       |
| 5e              | Olivier Becht          |       | Agir - RE | app. RE | Olivier Becht          |       | Agir - RE | app. EPR |
| 6e              | Bruno Fuchs            |       | MoDem     | DEM     | Bruno Fuchs            |       | MoDem     | DEM      |

## Résultats

### Résultats à l'échelle du département

#### Résultats par coalition
| Parti et coalition                          | Parti et coalition                          | Parti et coalition                     | Premier tour | Premier tour | Premier tour | Second tour   | Second tour   | Second tour | Total Sièges  | +/-           |  |
| Parti et coalition                          | Parti et coalition                          | Parti et coalition                     | Voix         | %            | Sièges       | Voix          | %             | Sièges      | Total Sièges  | +/-           |  |
| ------------------------------------------- | ------------------------------------------- | -------------------------------------- | ------------ | ------------ | ------------ | ------------- | ------------- | ----------- | ------------- | ------------- |  |
|                                             | Rassemblement national (RN)                 | Rassemblement national (RN)            | 128 308      | 37,76        | 0            | 148 243       | 43,70         | 0           | 0             | en stagnation |  |
|                                             |                                             | Mouvement démocrate (MoDem)            | 37 445       | 11,02        | 0            | 67 558        | 19,91         | 2           | 2             | en stagnation |  |
|                                             | Agir (Agir)                                 | 17 749                                 | 5,22         | 0            | 31 766       | 9,36          | 1             | 1           | en stagnation |               |  |
|                                             | Renaissance (RE)                            | 14 945                                 | 4,40         | 0            | 28 349       | 8,36          | 1             | 1           | en stagnation |               |  |
|                                             | Horizons (HOR)                              | 13 980                                 | 4,11         | 0            | 29 028       | 8,56          | 1             | 1           | en stagnation |               |  |
| Total Ensemble pour la République (ENS)     | Total Ensemble pour la République (ENS)     | 84 119                                 | 24,76        | 0            | 156 701      | 46,19         | 5             | 5           | en stagnation |               |  |
|                                             |                                             | La France insoumise (LFI)              | 39 612       | 11,66        | 0            | Retrait       | Retrait       | Retrait     | 0             | en stagnation |  |
|                                             | Génération.s (G·s)                          | 12 776                                 | 3,76         | 0            | Retrait      | Retrait       | Retrait       | 0           | en stagnation |               |  |
|                                             | Parti socialiste (PS)                       | 8 727                                  | 2,57         | 0            |              |               |               | 0           | en stagnation |               |  |
| Total Nouveau Front populaire (NFP)         | Total Nouveau Front populaire (NFP)         | 61 115                                 | 17,99        | 0            | Retrait      | Retrait       | Retrait       | 0           | en stagnation |               |  |
|                                             |                                             | Les Républicains (LR)                  | 40 246       | 11,84        | 0            | 34 309        | 10,11         | 1           | 1             | en stagnation |  |
| Total Union de la droite et du centre (UDC) | Total Union de la droite et du centre (UDC) | 40 246                                 | 11,84        | 0            | 34 309       | 10,11         | 1             | 1           | en stagnation |               |  |
|                                             |                                             | Unser Land (UL)                        | 9 920        | 2,92         | 0            |               |               |             | 0             | en stagnation |  |
| Total Régions et peuples solidaires (R&PS)  | Total Régions et peuples solidaires (R&PS)  | 9 920                                  | 2,92         | 0            | 0            | en stagnation |               |             |               |               |  |
|                                             |                                             | Mouvement écologiste indépendant (MEI) | 4 692        | 1,38         | 0            | 0             | en stagnation |             |               |               |  |
| Total Le Rassemblement (RAS)                | Total Le Rassemblement (RAS)                | 4 692                                  | 1,38         | 0            | 0            | en stagnation |               |             |               |               |  |
|                                             | Reconquête (REC)                            | Reconquête (REC)                       | 3 430        | 1,01         | 0            | 0             | en stagnation |             |               |               |  |
|                                             | Debout la France (DLF)                      | Debout la France (DLF)                 | 2 515        | 0,74         | 0            | 0             | en stagnation |             |               |               |  |
|                                             | Lutte ouvrière (LO)                         | Lutte ouvrière (LO)                    | 2 227        | 0,66         | 0            | 0             | en stagnation |             |               |               |  |
|                                             |                                             | Le Mouvement pour les animaux (LMPA)   | 1 641        | 0,48         | 0            | 0             | Nv            |             |               |               |  |
| Total Tous unis pour le vivant (TUPV)       | Total Tous unis pour le vivant (TUPV)       | 1 641                                  | 0,48         | 0            | 0            | en stagnation |               |             |               |               |  |
|                                             | Équinoxe                                    | Équinoxe                               | 785          | 0,23         | 0            | 0             | Nv            |             |               |               |  |
|                                             | Volt Europa (Volt)                          | Volt Europa (Volt)                     | 471          | 0,14         | 0            | 0             | en stagnation |             |               |               |  |
|                                             | Sans étiquette (SE)                         | Sans étiquette (SE)                    | 334          | 0,10         | 0            | 0             | en stagnation |             |               |               |  |
|                                             |                                             |                                        |              |              |              |               |               |             |               |               |  |
| Suffrages exprimés                          | Suffrages exprimés                          | Suffrages exprimés                     | 339 803      | 97,68        |              | 339 253       | 96,07         |             |               |               |  |
| Votes blancs                                | Votes blancs                                | Votes blancs                           | 6 055        | 1,74         | 11 048       | 3,13          |               |             |               |               |  |
| Votes nuls                                  | Votes nuls                                  | Votes nuls                             | 2 015        | 0,58         | 2 813        | 0,80          |               |             |               |               |  |
| Total                                       | Total                                       | Total                                  | 347 873      | 100          | 0            | 353 114       | 100           | 6           | 6             | en stagnation |  |
| Abstentions                                 | Abstentions                                 | Abstentions                            | 185 136      | 34,73        |              | 180 059       | 33,77         |             |               |               |  |
| Inscrits/Participation                      | Inscrits/Participation                      | Inscrits/Participation                 | 533 009      | 65,27        | 533 173      | 66,23         |               |             |               |               |  |

#### Résultats par nuance
| Nuance                 | Nuance                 | Nuance                 | Premier tour | Premier tour | Premier tour | Second tour | Second tour   | Second tour | Total Sièges | +/-           |  |
| Nuance                 | Nuance                 | Nuance                 | Voix         | %            | Sièges       | Voix        | %             | Sièges      | Total Sièges | +/-           |  |
| ---------------------- | ---------------------- | ---------------------- | ------------ | ------------ | ------------ | ----------- | ------------- | ----------- | ------------ | ------------- |  |
|                        | Rassemblement national | RN                     | 128 308      | 37,76        | 0            | 148 243     | 43,70         | 0           | 0            | en stagnation |  |
|                        | Ensemble               | ENS                    | 84 119       | 24,76        | 0            | 156 701     | 46,19         | 5           | 5            | en stagnation |  |
|                        | Union de la gauche     | UG                     | 61 115       | 17,99        | 0            | Retrait     | Retrait       | Retrait     | 0            | en stagnation |  |
|                        | Les Républicains       | LR                     | 27 713       | 8,16         | 0            | 34 309      | 10,11         | 1           | 1            | en stagnation |  |
|                        | Divers droite          | DVD                    | 12 618       | 3,71         | 0            |             |               |             | 0            | en stagnation |  |
|                        | Régionaliste           | REG                    | 10 169       | 2,99         | 0            | 0           | en stagnation |             |              |               |  |
|                        | Écologistes            | ECO                    | 5 477        | 1,61         | 0            | 0           | en stagnation |             |              |               |  |
|                        | Reconquête             | REC                    | 3 430        | 1,01         | 0            | 0           | en stagnation |             |              |               |  |
|                        | Droite souverainiste   | DSV                    | 2 515        | 0,74         | 0            | 0           | en stagnation |             |              |               |  |
|                        | Extrême gauche         | EXG                    | 2 227        | 0,66         | 0            | 0           | en stagnation |             |              |               |  |
|                        | Divers                 | DIV                    | 1 641        | 0,48         | 0            | 0           | en stagnation |             |              |               |  |
|                        | Divers gauche          | DVG                    | 471          | 0,14         | 0            | 0           | en stagnation |             |              |               |  |
|                        |                        |                        |              |              |              |             |               |             |              |               |  |
| Suffrages exprimés     | Suffrages exprimés     | Suffrages exprimés     | 339 803      | 97,68        |              | 339 253     | 96,07         |             |              |               |  |
| Votes blancs           | Votes blancs           | Votes blancs           | 6 055        | 1,74         | 11 048       | 3,13        |               |             |              |               |  |
| Votes nuls             | Votes nuls             | Votes nuls             | 2 015        | 0,58         | 2 813        | 0,80        |               |             |              |               |  |
| Total                  | Total                  | Total                  | 347 873      | 100          | 0            | 353 114     | 100           | 6           | 6            | en stagnation |  |
| Abstentions            | Abstentions            | Abstentions            | 185 136      | 34,73        |              | 180 059     | 33,77         |             |              |               |  |
| Inscrits/Participation | Inscrits/Participation | Inscrits/Participation | 533 009      | 65,27        | 533 173      | 66,23       |               |             |              |               |  |

### Résultats par circonscription

#### Première circonscription
Députée sortante : Brigitte Klinkert (Renaissance)
| Candidat                 | Candidat                 | Parti et coalition       | Nuances                  | Premier tour | Premier tour | Second tour | Second tour |
| Candidat                 | Candidat                 | Parti et coalition       | Nuances                  | Voix         | %            | Voix        | %           |
| ------------------------ | ------------------------ | ------------------------ | ------------------------ | ------------ | ------------ | ----------- | ----------- |
|                          | Laurent Gnaedig          | RN                       | RN                       | 16 833       | 34,24        | 20 411      | 41,86       |
|                          | Brigitte Klinkert        | RE (ENS)                 | ENS                      | 14 945       | 30,40        | 28 349      | 58,14       |
|                          | Aïcha Fritsch            | PS (NFP)                 | UG                       | 8 727        | 17,75        |             |             |
|                          | Yves Hemedinger          | LR (UDC)                 | LR                       | 6 547        | 13,32        |             |             |
|                          | Thiébault Zitvogel       | UL (R&PS)                | REG                      | 1 007        | 2,05         |             |             |
|                          | Cyrielle Couval          | DLF                      | DSV                      | 591          | 1,20         |             |             |
|                          | Gilles Schaffar          | LO                       | EXG                      | 341          | 0,69         |             |             |
|                          | Ariane Bischoff-Batma    | REC                      | REC                      | 174          | 0,35         |             |             |
|                          |                          |                          |                          |              |              |             |             |
| Votes valides            | Votes valides            | Votes valides            | Votes valides            | 49 165       | 97,92        | 48 760      | 95,74       |
| Votes blancs             | Votes blancs             | Votes blancs             | Votes blancs             | 721          | 1,44         | 1 639       | 3,22        |
| Votes nuls               | Votes nuls               | Votes nuls               | Votes nuls               | 323          | 0,64         | 533         | 1,05        |
| Total                    | Total                    | Total                    | Total                    | 50 209       | 100          | 50 932      | 100         |
| Abstention               | Abstention               | Abstention               | Abstention               | 28 778       | 36,43        | 28 073      | 35,53       |
| Inscrits / participation | Inscrits / participation | Inscrits / participation | Inscrits / participation | 78 987       | 63,57        | 79 005      | 64,47       |

#### Deuxième circonscription
Député sortant : Hubert Ott (Mouvement démocrate)
| Candidat                 | Candidat                    | Parti et coalition       | Nuances                  | Premier tour | Premier tour | Second tour | Second tour |
| Candidat                 | Candidat                    | Parti et coalition       | Nuances                  | Voix         | %            | Voix        | %           |
| ------------------------ | --------------------------- | ------------------------ | ------------------------ | ------------ | ------------ | ----------- | ----------- |
|                          | Nathalie Aubert             | RN                       | RN                       | 22 049       | 36,17        | 25 463      | 42,18       |
|                          | Hubert Ott                  | MoDem (ENS)              | ENS                      | 19 785       | 32,46        | 34 907      | 57,82       |
|                          | Lilian Bourgeois            | LFI (NFP)                | UG                       | 9 228        | 15,14        |             |             |
|                          | Daniel Klack                | LR (UDC)                 | DVD                      | 5 012        | 8,22         |             |             |
|                          | Jean-Marc Burgel            | UL (R&PS)                | REG                      | 1 645        | 2,70         |             |             |
|                          | Tiffany Straub              | LMPA (TUPV)              | DIV                      | 1 641        | 2,69         |             |             |
|                          | Claudine Sébert             | DLF                      | DSV                      | 679          | 1,11         |             |             |
|                          | Victor Olry                 | REC                      | REC                      | 477          | 0,78         |             |             |
|                          | Pascal Neuschwanger         | LO                       | EXG                      | 280          | 0,46         |             |             |
|                          | Nathan Doude van Troostwijk | Volt                     | DVG                      | 163          | 0,27         |             |             |
|                          |                             |                          |                          |              |              |             |             |
| Votes valides            | Votes valides               | Votes valides            | Votes valides            | 60 959       | 97,63        | 60 370      | 95,82       |
| Votes blancs             | Votes blancs                | Votes blancs             | Votes blancs             | 973          | 1,56         | 2 007       | 3,19        |
| Votes nuls               | Votes nuls                  | Votes nuls               | Votes nuls               | 504          | 0,81         | 624         | 0,99        |
| Total                    | Total                       | Total                    | Total                    | 62 436       | 100          | 63 001      | 100         |
| Abstention               | Abstention                  | Abstention               | Abstention               | 30 040       | 32,48        | 29 496      | 31,89       |
| Inscrits / participation | Inscrits / participation    | Inscrits / participation | Inscrits / participation | 92 476       | 67,52        | 92 497      | 68,11       |

#### Troisième circonscription
Député sortant : Didier Lemaire (Horizons)
| Candidat                 | Candidat                 | Parti et coalition       | Nuances                  | Premier tour | Premier tour | Second tour | Second tour |
| Candidat                 | Candidat                 | Parti et coalition       | Nuances                  | Voix         | %            | Voix        | %           |
| ------------------------ | ------------------------ | ------------------------ | ------------------------ | ------------ | ------------ | ----------- | ----------- |
|                          | Christian Zimmermann     | RN                       | RN                       | 21 790       | 38,86        | 26 883      | 48,08       |
|                          | Didier Lemaire           | HOR (ENS)                | ENS                      | 13 980       | 24,93        | 29 028      | 51,92       |
|                          | Thomas Zeller            | LR (UDC)                 | DVD                      | 7 521        | 13,41        |             |             |
|                          | Bénédicte Viroulet       | LFI (NFP)                | UG                       | 7 119        | 12,70        |             |             |
|                          | Jean-Denis Zoellé        | UL (R&PS)                | REG                      | 1 850        | 3,30         |             |             |
|                          | Antoine Waechter         | MEI (RAS)                | ECO                      | 1 563        | 2,79         |             |             |
|                          | Gaëlle Cressin           | Équinoxe                 | ECO                      | 785          | 1,40         |             |             |
|                          | Sandrine Noël            | REC                      | REC                      | 653          | 1,16         |             |             |
|                          | Simone Fischer           | DLF                      | DSV                      | 579          | 1,03         |             |             |
|                          | Géraud Ferry             | LO                       | EXG                      | 234          | 0,42         |             |             |
|                          |                          |                          |                          |              |              |             |             |
| Votes valides            | Votes valides            | Votes valides            | Votes valides            | 56 074       | 97,79        | 55 911      | 95,90       |
| Votes blancs             | Votes blancs             | Votes blancs             | Votes blancs             | 921          | 1,61         | 1 884       | 3,23        |
| Votes nuls               | Votes nuls               | Votes nuls               | Votes nuls               | 344          | 0,60         | 507         | 0,87        |
| Total                    | Total                    | Total                    | Total                    | 57 339       | 100          | 58 302      | 100         |
| Abstention               | Abstention               | Abstention               | Abstention               | 30 020       | 34,36        | 29 068      | 33,27       |
| Inscrits / participation | Inscrits / participation | Inscrits / participation | Inscrits / participation | 87 359       | 65,64        | 87 370      | 66,73       |

#### Quatrième circonscription
Député sortant : Raphaël Schellenberger (Les Républicains)
| Candidat                 | Candidat                 | Parti et coalition       | Nuances                  | Premier tour | Premier tour | Second tour | Second tour |
| Candidat                 | Candidat                 | Parti et coalition       | Nuances                  | Voix         | %            | Voix        | %           |
| ------------------------ | ------------------------ | ------------------------ | ------------------------ | ------------ | ------------ | ----------- | ----------- |
|                          | Marion Wilhelm           | RN                       | RN                       | 30 294       | 44,92        | 33 393      | 49,32       |
|                          | Raphaël Schellenberger   | LR (UDC)                 | LR                       | 21 166       | 31,39        | 34 309      | 50,68       |
|                          | Simone Fest              | LFI (NFP)                | UG                       | 10 352       | 15,35        |             |             |
|                          | Maxence Helfrich         | UL (R&PS)                | REG                      | 2 416        | 3,58         |             |             |
|                          | Corinne Morgen           | MEI (RAS)                | ECO                      | 1 754        | 2,60         |             |             |
|                          | Raymonde Diop            | REC                      | REC                      | 871          | 1,29         |             |             |
|                          | Aimé Sense               | LO                       | EXG                      | 582          | 0,86         |             |             |
|                          |                          |                          |                          |              |              |             |             |
| Votes valides            | Votes valides            | Votes valides            | Votes valides            | 67 435       | 97,72        | 67 702      | 96,38       |
| Votes blancs             | Votes blancs             | Votes blancs             | Votes blancs             | 1 211        | 1,75         | 1 993       | 2,84        |
| Votes nuls               | Votes nuls               | Votes nuls               | Votes nuls               | 364          | 0,53         | 550         | 0,78        |
| Total                    | Total                    | Total                    | Total                    | 69 010       | 100          | 70 245      | 100         |
| Abstention               | Abstention               | Abstention               | Abstention               | 35 227       | 33,80        | 34 007      | 32,62       |
| Inscrits / participation | Inscrits / participation | Inscrits / participation | Inscrits / participation | 104 237      | 66,20        | 104 252     | 67,38       |

#### Cinquième circonscription
Député sortant : Olivier Becht (Agir - Renaissance)
| Candidat                 | Candidat                 | Parti et coalition       | Nuances                  | Premier tour | Premier tour | Second tour | Second tour |
| Candidat                 | Candidat                 | Parti et coalition       | Nuances                  | Voix         | %            | Voix        | %           |
| ------------------------ | ------------------------ | ------------------------ | ------------------------ | ------------ | ------------ | ----------- | ----------- |
|                          | Olivier Becht            | Agir - RE (ENS)          | ENS                      | 17 749       | 37,23        | 31 766      | 67,00       |
|                          | Pierre Pinto             | RN                       | RN                       | 14 096       | 29,56        | 15 649      | 33,00       |
|                          | Nadia El Hajjaji         | G.s (NFP)                | UG                       | 12 776       | 26,80        | Retrait     | Retrait     |
|                          | Jean-Frédéric Baechler   | UL (R&PS)                | REG                      | 1 104        | 2,32         |             |             |
|                          | Rachid Lounes            | MEI (RAS)                | ECO                      | 567          | 1,19         |             |             |
|                          | Emmanuel Taffarelli      | REC                      | REC                      | 544          | 1,14         |             |             |
|                          | David Dolui              | Volt                     | DVG                      | 308          | 0,65         |             |             |
|                          | Salah Keltoumi           | LO                       | EXG                      | 287          | 0,60         |             |             |
|                          | Romain Spinali           | SE                       | REG                      | 249          | 0,52         |             |             |
|                          |                          |                          |                          |              |              |             |             |
| Votes valides            | Votes valides            | Votes valides            | Votes valides            | 47 680       | 97,48        | 47 415      | 96,25       |
| Votes blancs             | Votes blancs             | Votes blancs             | Votes blancs             | 1 090        | 2,23         | 1 676       | 3,40        |
| Votes nuls               | Votes nuls               | Votes nuls               | Votes nuls               | 143          | 0,29         | 173         | 0,35        |
| Total                    | Total                    | Total                    | Total                    | 48 913       | 100          | 49 264      | 100         |
| Abstention               | Abstention               | Abstention               | Abstention               | 27 176       | 35,72        | 26 856      | 35,28       |
| Inscrits / participation | Inscrits / participation | Inscrits / participation | Inscrits / participation | 76 089       | 64,28        | 76 120      | 64,72       |

#### Sixième circonscription
Député sortant : Bruno Fuchs (Mouvement démocrate)
| Candidat                 | Candidat                 | Parti et coalition       | Nuances                  | Premier tour | Premier tour | Second tour | Second tour |
| Candidat                 | Candidat                 | Parti et coalition       | Nuances                  | Voix         | %            | Voix        | %           |
| ------------------------ | ------------------------ | ------------------------ | ------------------------ | ------------ | ------------ | ----------- | ----------- |
|                          | Christelle Ritz          | RN                       | RN                       | 23 246       | 39,74        | 26 444      | 44,75       |
|                          | Bruno Fuchs              | MoDem (ENS)              | ENS                      | 17 660       | 30,19        | 32 651      | 55,25       |
|                          | Florence Claudepierre    | LFI (NFP)                | UG                       | 12 913       | 22,08        | Retrait     | Retrait     |
|                          | Laurent Roth             | UL (R&PS)                | REG                      | 1 898        | 3,24         |             |             |
|                          | Pascal Blum              | MEI (RAS)                | ECO                      | 808          | 1,38         |             |             |
|                          | Denis Pint               | REC                      | REC                      | 711          | 1,22         |             |             |
|                          | Romuald Lourenço         | DLF                      | DSV                      | 666          | 1,14         |             |             |
|                          | Nathalie Mulot           | LO                       | EXG                      | 503          | 0,86         |             |             |
|                          | Pablo Roldan-Sanchez     | SE                       | DVD                      | 85           | 0,15         |             |             |
|                          |                          |                          |                          |              |              |             |             |
| Votes valides            | Votes valides            | Votes valides            | Votes valides            | 58 490       | 97,54        | 59 095      | 96,29       |
| Votes blancs             | Votes blancs             | Votes blancs             | Votes blancs             | 1 139        | 1,90         | 1 849       | 3,01        |
| Votes nuls               | Votes nuls               | Votes nuls               | Votes nuls               | 337          | 0,56         | 426         | 0,69        |
| Total                    | Total                    | Total                    | Total                    | 59 966       | 100          | 61 370      | 100         |
| Abstention               | Abstention               | Abstention               | Abstention               | 33 895       | 36,11        | 32 559      | 34,66       |
| Inscrits / participation | Inscrits / participation | Inscrits / participation | Inscrits / participation | 93 861       | 63,89        | 93 929      | 65,34       |